# Triacetelus viridipennis
Triacetelus viridipennis är en skalbaggsart som beskrevs av Chemsak och Linsley 1976. Triacetelus viridipennis ingår i släktet Triacetelus och familjen långhorningar. Inga underarter finns listade i Catalogue of Life.